# 上野信用金庫
上野信用金庫（うえのしんようきんこ）は、かつて三重県伊賀市に本店があった信用金庫。

## 沿革
- 1921年（大正10年）12月 - 「有限責任上野信用組合」として設立する。
- 1943年（昭和18年）7月 - 「上野信用組合」に改組する。
- 1951年（昭和26年）10月 - 「上野信用金庫」に改組する。
- 2004年（平成16年）1月19日 - 北伊勢信用金庫と合併し北伊勢上野信用金庫となる。

## 概要
- 創業：1921年（大正10年）12月5日
- 本店所在地：三重県上野市東町2946番地
- 営業区域
  - 三重県
    - 上野市、名張市、阿山郡（伊賀町、阿山町、大山田村、島ヶ原村）、名賀郡青山町、亀山市、鈴鹿郡関町、一志郡美杉村

  - 奈良県
    - 月ヶ瀬村、山添村

  - 滋賀県
    - 甲賀町、甲南町、信楽町
- 店舗数：14店舗（うち出張所2店舗）

## 店舗
- 本店営業部：上野市東町2946番地、1921年（大正10年）12月設立→合併後に上野営業部となる
- 本店営業部赤坂出張所：上野市赤坂町336番地の14、2002年（平成14年）12月開設→合併後に上野営業部赤坂出張所となる
- 本店営業部西出張所：上野市忍町2473番地の5、1988年（昭和63年）7月西支店として開設→合併後に上野営業部西出張所となる
- 佐那具支店：上野市佐那具町933番地の1、1952年（昭和27年）9月開設
- 山田支店：阿山郡大山田村大字平田950番地の1、1952年（昭和27年）11月開設
- 青山支店：名賀郡青山町阿保587番地の8、1957年（昭和32年）6月開設
- 柘植支店：阿山郡伊賀町大字柘植町2146番地の2、1964年（昭和39年）12月開設
- 緑ヶ丘支店：上野市緑ヶ丘本町1626番地の1、1968年（昭和43年）5月開設
- 名張支店：名張市松崎町1330番地の3、1972年（昭和47年）7月開設
- 城北支店：上野市平野北谷476番地の1、1980年（昭和55年）7月開設
- 桔梗が丘支店：名張市桔梗が丘6番町1街区5番地、1984年（昭和59年）10月開設
- 西原支店：名張市西原町2633番地の1、1990年（平成2年）11月開設
- 阿山町支店：阿山郡阿山町大字馬場1120番地の1、1992年（平成4年）11月開設
- みなみ支店：上野市茅町2725番地の1、1998年（平成10年）11月開設